# متمم قانون اساسی مشروطه

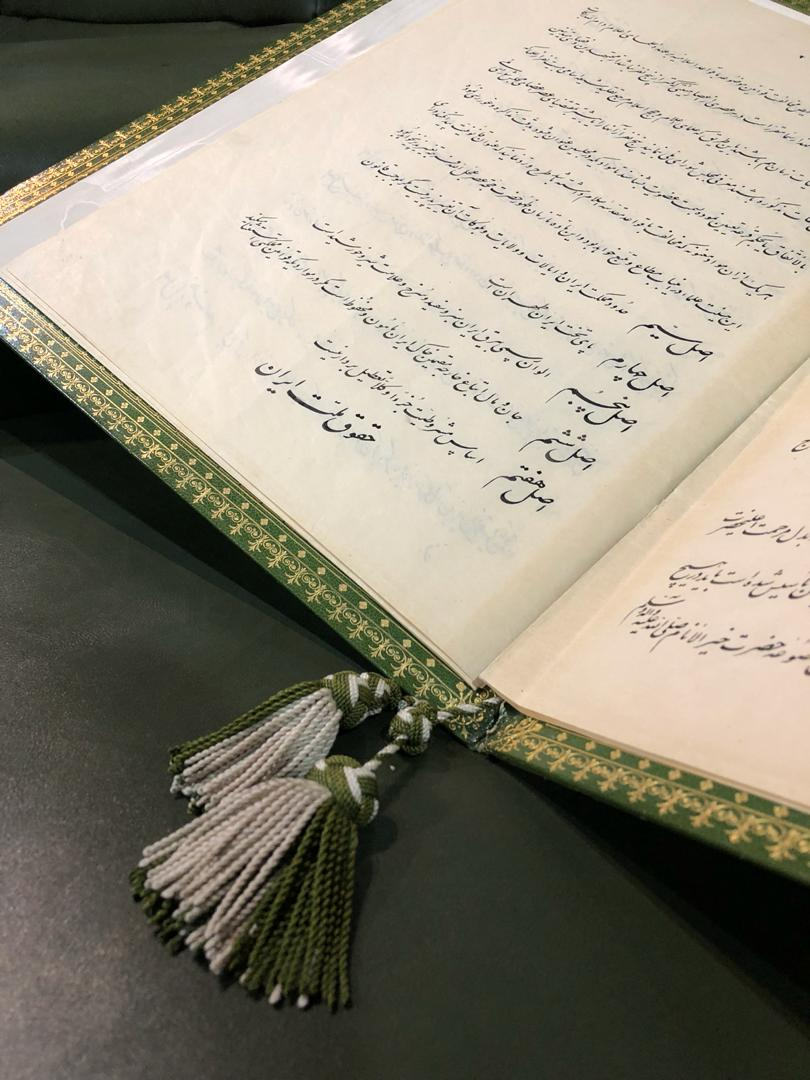
متمم قانون اساسی مشروطه

متمم قانون اساسی مشروطه در ۱۰۷ اصل توسط اولین مجلس شورای ملی با هدف رفع کاستی‌های قانون اساسی مشروطه تصویب شد و در ۱۴ مهر ۱۲۸۶ خورشیدی، برابر با ۲۹ شعبان ۱۳۲۵ هجری قمری و برابر با ۷ اکتبر ۱۹۰۷ به امضای محمدعلی شاه قاجار رسید.

## تاریخچه
محمدعلی شاه در آغاز از امضای آن سر باز می‌زند؛ چون به موجب اصل هشتم آن، «اهالی مملکت ایران در مقابل قانون دولتی متساوی‌الحقوق خواهند بود» و شاه که خود را زعیم ملت می‌دانست؛ زیر بار پذیرش حقوق مساوی با «رعایا» نمی‌رفت.
با مقاومت مجلسیان و مشروطه‌خواهان و مردم، از جمله چهل روز تحصن در مجلس، تجمع در اطراف مجلس، تعطیل عمومی، شاه سرانجام مجبور به امضای متمم قانون اساسی شد.
به موجب  اصل اول  متمم قانون اساسی مشروطه، «مذهب رسمی ایران اسلام و طریقه حقه جعفریه اثنی عشریه است». به موجب اصل دوم آن حداقل ۵ نفر مجتهد تراز اول بر مصوبات مجلس نظارت خواهند کرد تا قانون خلاف شرع به تصویب نرسد. از جمله اصول این متمم می‌توان به اصل چهارم در پایتختی تهران و اصل پنجم در تعیین مشخصات رنگ پرچم ایران اشاره نمود.

## سرگذشت متن اصلی متمم قانون اساسی
سیروس پرهام بنیان‌گذار آرشیو ملی ایران، دربارهٔ سرگذشت اصل این سند چنین می‌گوید: «... متمم قانون اساسی، خود قانون اساسی و فرمان مشروطیت از بدو تشکیل دوره اول مجلس شورای ملی در یک صندوقی نگهداری می‌شد که سه نفر کارپردازی که نمایندگان انتخاب می‌کردند، این صندوق را لاک و مهر کردند؛ به اضافه بعضی اسناد دیگر مثل استعفانامه رضاشاه. وقتی هم که لازم می‌شد به این‌ها مراجعه شود؛ این سه نفر کارپرداز صندوق را باز کرده و مجدداً لاک و مهر می‌کردند. در همان اوایل کار سازمان اسناد ملی، یعنی حدود سال ۱۳۵۰ ما به دلایلی خواستیم متن اصلی فرمان مشروطیت را ببینیم و عکسبرداری کنیم. وقتی به آنجا رفتیم، صندوق که باز شد؛ معلوم شد که چنین چیزی در صندوق نیست. نه فقط فرمان مشروطیت نیست، بلکه متمم قانون اساسی هم که خیلی مهم‌تر از خود قانون اساسی است و مربوط به حقوق ملت و وظایف دولت در قبال ملت است هم نیست.
تحقیقاتی کردیم ولی معلوم نشد که اینها چه زمانی از صندوق خارج شده و بعد به دست خانواده علی اکبر داور که وزیر دادگستری زمان رضاشاه بود، افتاده و بعد هم از کشور خارج شده و کسی که این در دستش بوده؛ اول به کتابخانه کنگره مراجعه کرده و بعد هم به آرشیو ملی آمریکا که هر دوی اینها گفتند که این فرمان مشروطیت که شما می‌گویید هست؛ خوب فرمان مشروطیت یک کشور را که کسی نمی‌آورد بفروشد! بنابراین این یا دزدی است یا جعلی! در هر دو حال ما نمی‌توانیم چیزی که دزدی یا جعلی است را بخریم. بالاخره بعد از مدتی ظاهراً کلکسیونری آمریکایی در پنسیلوانیا علاقمند می‌شود و این را می‌خرد. این تا آنجایی است که ما توانستیم برویم.
ما از متمم قانون اساسی هیچی نمی‌دانستیم تا اینکه در سال ۱۳۵۴ آقای دکتر محمود کشفیان که دبیرکل سازمان امور استخدامی بود، به ما خبر داد که یک آقای دکتر که استاد دانشگاه تهران است، الان اسمش یادم نمی‌آید و بعداً می‌گویم. به من مراجعه کرده و گفته که نسخه اصلی متمم قانون اساسی در اختیار شخصی است که می‌خواهد بفروشد و اظهار داشته که چون این نسخه قانون اساسی روی کاغذ مارک‌دار مجلس شورای ملی بوده؛ این را اول پیش رئیس مجلس یعنی «مهندس ریاضی» (عبدالله ریاضی) برده و او گفته که این چون مال مجلس است، ما نمی‌توانیم بخریم. وقتی به من گفت، به دکتر کشفیان گفتم که خوب این مال دولت یعنی مسروقه است و دولت هم که مال خودش را نمی‌تواند بخرد و اصلاً صحیح هم نیست که هر کسی یک سندی را از دستگاه دولت بردارد و بعد بیاید به عنوان فروشنده و ما هم به عنوان خریدار، بخریم. ایشان رفته بود با نخست‌وزیر هویدا صحبت کرده و او هم گفته بود … بیایید با او مذاکره کنیم برای اینکه راضی بشود که خودش هدیه بکند. این شخص پسر صدیق حضرت معروف بود که در دانشکده حقوق استاد من هم بود یعنی آقای دکتر مظاهر. وقتی ما به منزل ایشان رفتیم و صحبت کردیم که اول سند را ببینیم که اصل است یا نه، ایشان گفتند که پدر من در دوره اول مجلس که محمدعلی شاه مجلس را به توپ بست، وقتی از مجلس فرار می‌کند، می‌بیند که یک سرباز بختیاری یک گونی کاغذ روی دوشش است و دارد از مجلس بیرون می‌برد. به آن سرباز بختیاری می‌گوید که من این را پنج تومان از تو می‌خرم و می‌خرد و بعد چون متمم قانون اساسی داخل این گونی بوده، این را در بانک شاهنشاهی ایران و انگلیس امانت می‌گذارد … یک لفافه کرباسی بود که متمم قانون اساسی در شانزده صفحه و قطع بزرگ توی جلد آلبوم مانند چرمی سبز رنگ بود و روی آن لفافه کرباسی هم چند جا مهر سال ۱۹۰۶ میلادی که دوران بمباران مجلس بود، خورده بود.
بعد از آن گفت که پدرم در تمام طول سلطنت رضاشاه چون او نسبت به قاجاریه بخل داشته، جرئت نکرده بود که این را رو کند ولی الان دم مرگش به من گفت که چنین سند مهمی هست و من رفتم از بانک شاهی این را گرفتم و آوردم… بررسی کردیم و دیدیم که ما به‌عنوان حق‌الحفاظه (بالاخره حدود هفتاد سال این سند را محفوظه نگه داشته و از اسناد اساسی مملکت هم بود) می‌توانیم مبلغی به ایشان بدهیم… من بلافاصله به سازمان آمدم و به نخست‌وزیر نامه نوشتم چون او هم در جریان بود و ایشان هم موافقت کرد که این سند در ازای مبلغی به ما واگذار شود و اعتبارات آن را تأمین کند … بعد از دو سال که جمشید آموزگار دبیرکل شد، من یک روز به او گفتم که (آن موقع حزب رستاخیز درست شده بود و یکی از سه رکن انقلاب سفید، قانون اساسی بود) شما ببینید که الان یکی از ارکان این تشکیلاتی که درست شده، در دست اشخاص غیرمسئول است. گفت که چطور؟! بعد آن ماجرا را برایش گفتم. او هم فوری رفته بود به شاه گزارش داده بود و شاه هم گفته بود که … بخرید. رفتیم و با دکتر مظاهر مجدداً صحبت کردیم و ما … نسخه اصلی متمم قانون اساسی را خریداری کردیم و همچنان در سازمان اسناد ملی محفوظ است.
»

## مشخصات و محل نگهداری
متمم قانون اساسی به خط نستعلیق جلی ۱۳ سطری در ۱۶ صفحه با سربرگ مجلس شورای ملی کتابت شده‌است و درون جلد آلبوم تیماج سبز رنگ قرار دارد. ابعاد کاغذ آن ۲۸ در ۴۱ سانتی‌متر بوده و ایعاد جلد چرمی آن ۳۳/۵ در ۴۵ سانتی‌متر است. در پایان متن توشیح با دستخط محمدعلی شاه وجود دارد و صفحات با روبان سبز رنگ پلمب و با مهر شاه لاک و مهر شده‌است. اکنون این اثر ارزشمند ملی در آرشیو سازمان اسناد و کتابخانه ملی ایران نگهداری می‌شود.

## توشیح محمدعلی شاه قاجار

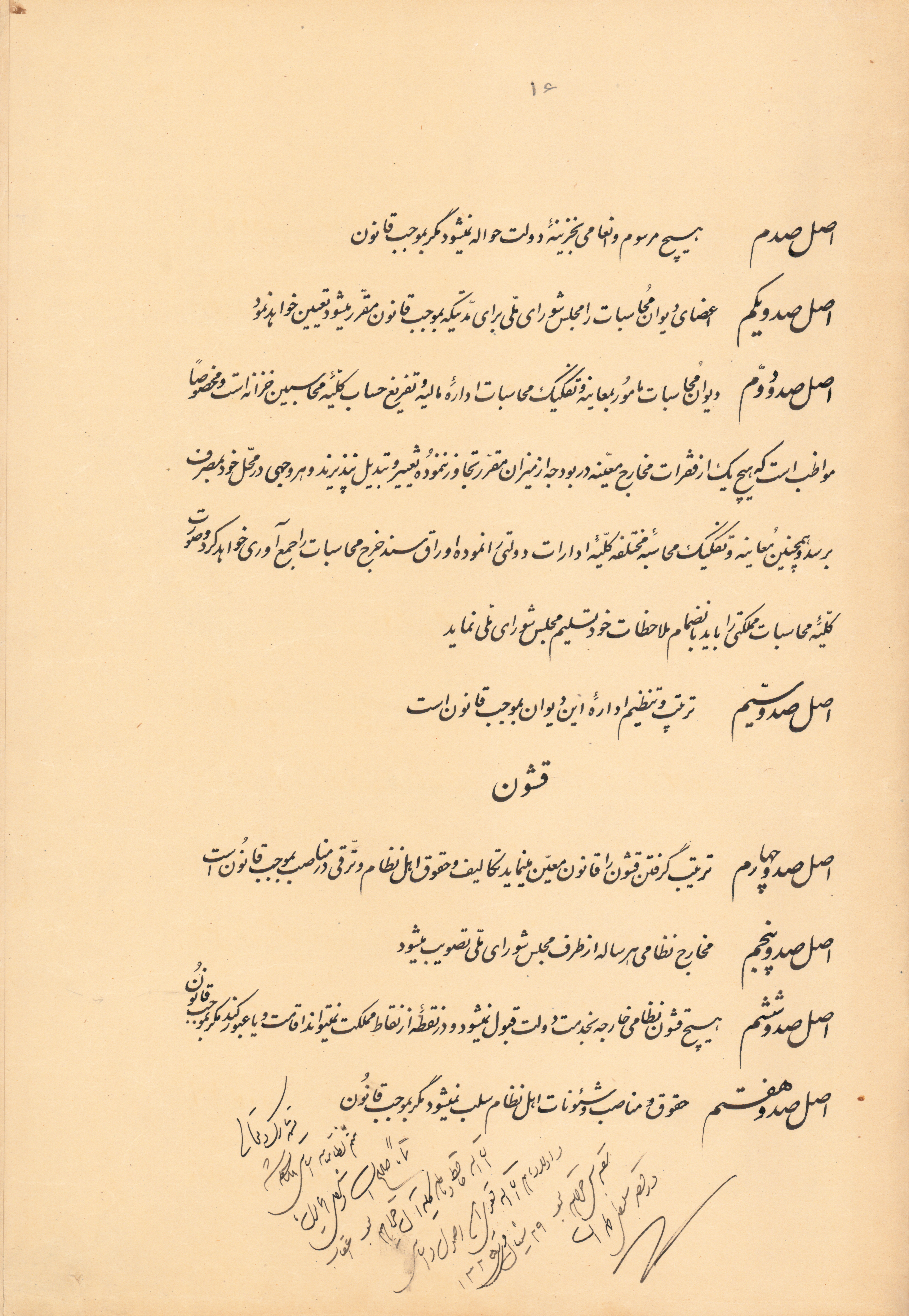
توشیح محمدعلی شاه قاجار در پایان متمم قانون اساسی

در صفحه پایانی متمم قانون اساسی مشروطه این عبارت به دستخط و امضای محمدعلی شاه وجود دارد: «بسمه تبارک و تعالی؛
متمم نظامنامه اساسی ملاحظه شد، تماماً صحیح است و شخص همایون ما انشاءاللّه حافظ و ناظر کلیه آن خواهیم بود. اعقاب و اولاد ما هم انشاءاللّه مقوی این اصول و اساس مقدس خواهند بود. ۲۹ شعبان قوی‌ئیل ۱۳۲۵ در قصر سلطنتی طهران».